# بخش مید (شهرستان بلمونت، اوهایو)
بخش مید (به انگلیسی: Mead Township) یک منطقهٔ مسکونی در ایالات متحده آمریکا است که در شهرستان بلمون، اوهایو واقع شده‌است.
 بخش مید ۸۳٫۰ کیلومتر مربع مساحت و ۵٬۹۶۷ نفر جمعیت دارد و ۳۲۵ متر بالاتر از سطح دریا واقع شده‌است.